# Округ Хомутов
Округ Хомутов (чеш. Okres Chomutov) је округ у Устечком крају, у Чешкој Републици. Административно средиште округа је град Хомутов.

## Становништво
Према подацима о броју становника из 2012. године округ је имао 125.758 становника.